# Pomnik żołnierza Armii Czerwonej w Starzyńskim Dworze
Pomnik żołnierza Armii Czerwonej w Starzyńskim Dworze – pomnik żołnierza Armii Czerwonej znajdujący się w Starzyńskim Dworze. Niektóre źródła wskazują, że wykonany został w latach 50. XX wieku, inne że zaprojektował go gdański artysta Wawrzyniec Samp w latach 70.

## Opis
Pomnik przedstawia siedzącego żołnierza bez broni, w szynelu i czapce uszance, ze spuszczoną głową i zaciśniętą prawą pięścią za plecami. Został postawiony na pamiątkę zmarłych tu jeńców – żołnierzy Armii Czerwonej, którzy w czasie II wojny światowej pracowali w tutejszym majątku rodziny von Grassów i byli przetrzymywani w stodole, która znajdowała się obok miejsca zajmowanego dziś przez pomnik. Nie jest znana przyczyna ich śmierci; według jednej z wersji zostali spaleni przez wycofujących się Niemców w stodole. 
Przez wiele lat obiekt niszczał, pozbawiony jakiegokolwiek napisu wyjaśniającego, komu jest poświęcony. W 2005 roku pomnik odrestaurowano oraz umieszczono pod nim tablicę z napisem: „Umęczonym żołnierzom Armii Czerwonej - jeńcom hitlerowskiego reżimu 1942-1945”.
W 2018 roku wojewoda pomorski Dariusz Drelich wszczął postępowanie przygotowawcze w sprawie dekomunizacji pomnika, co z uwagi na antywojenny wydźwięk pomnika spotkało się z krytyką mediów, mieszkańców oraz władz gminy Puck. Swój sprzeciw zgłosił również gdański oddział Instytutu Pamięci Narodowej. W 2022 roku po rozpoczęciu inwazji Rosji na Ukrainę, nieznany sprawca oblał pomnik czerwoną farbą i powiesił na nim flagę Ukrainy.  
W lipcu 2022 roku mieszkańcy podjęli próbę odrestaurowania pomnika i usunięcia ołowianej czerwonej farby. Na pomniku wciąż jednak są widoczne ślady wandalizmu.

## Galeria

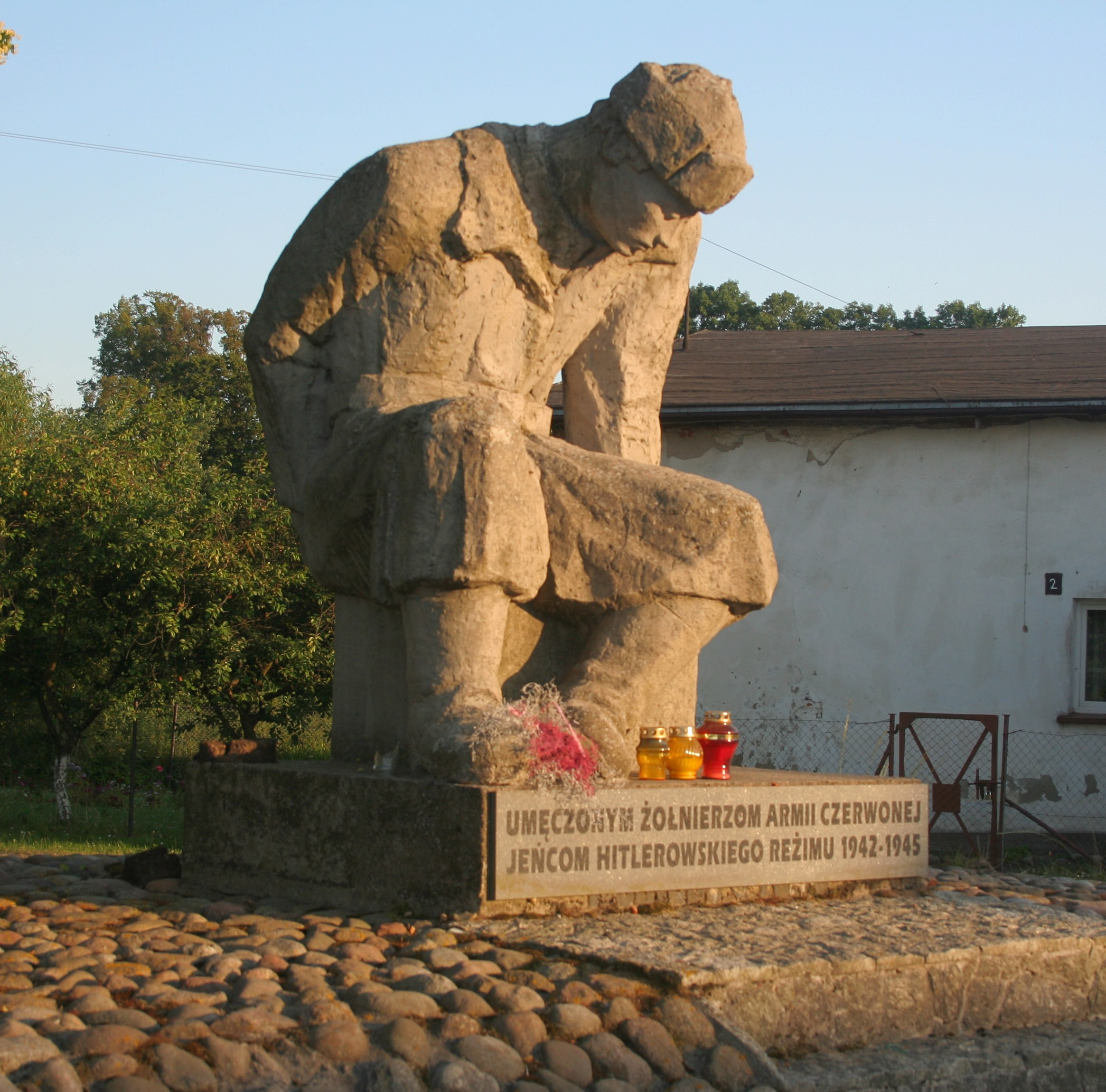
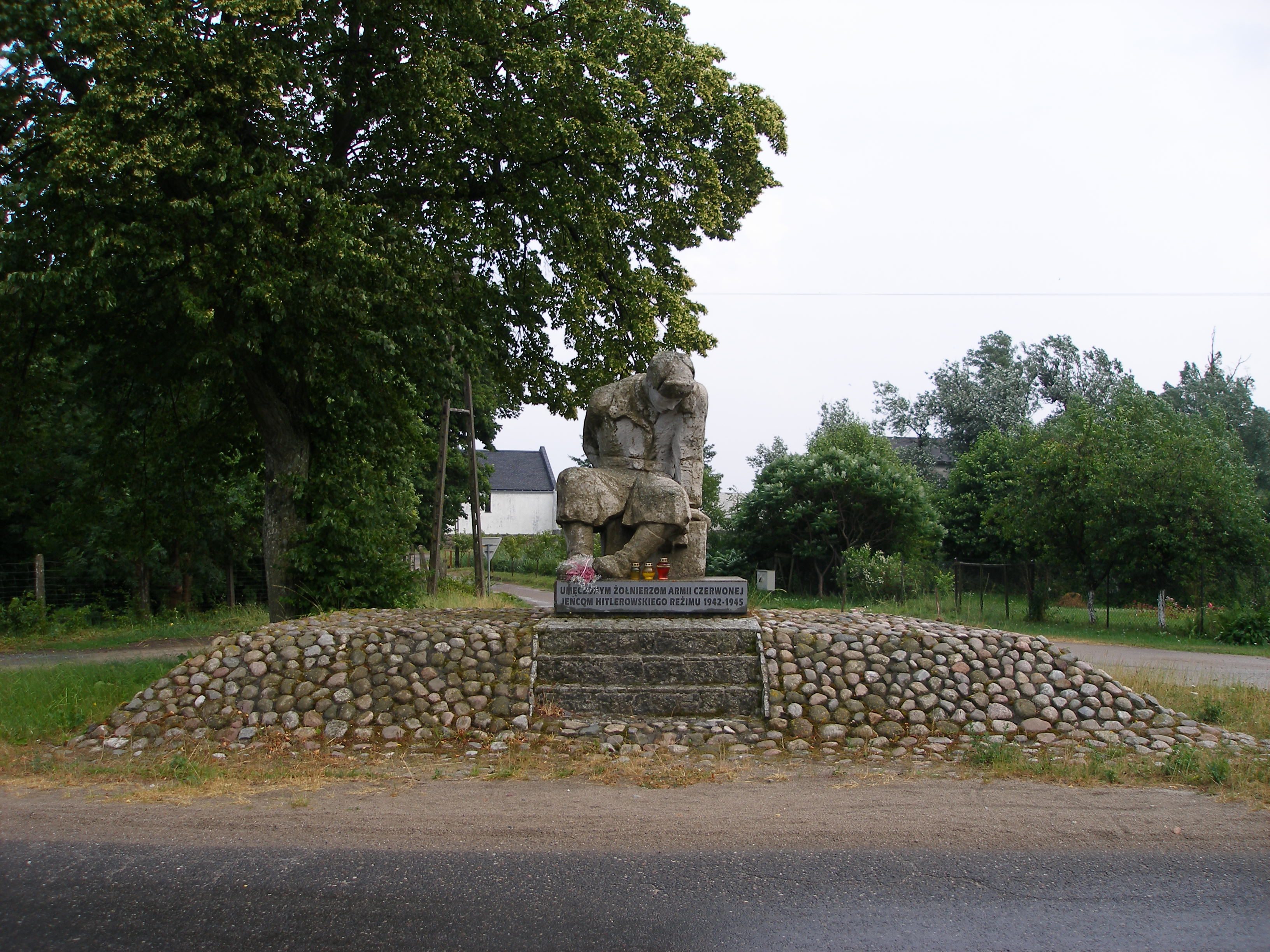
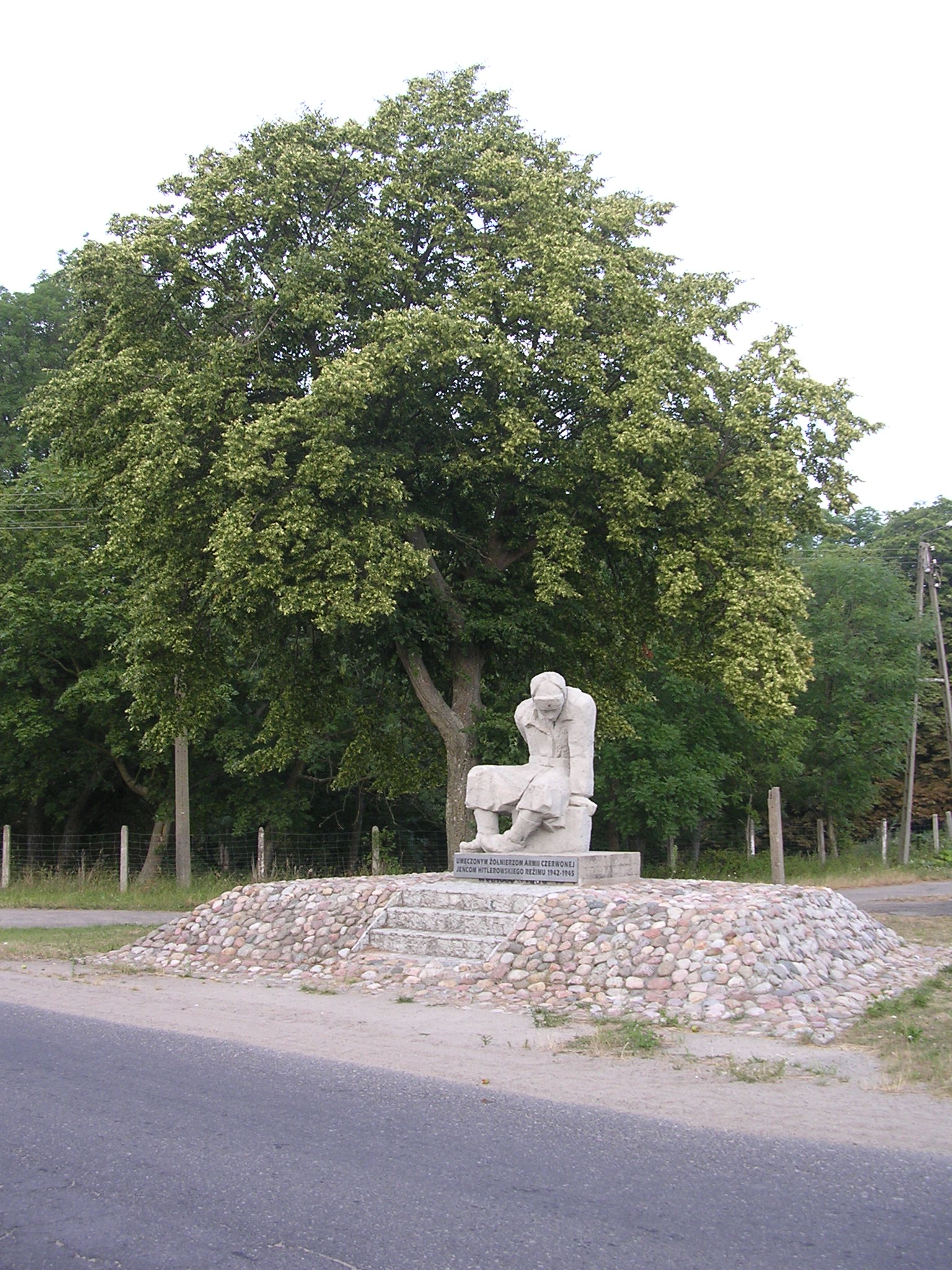
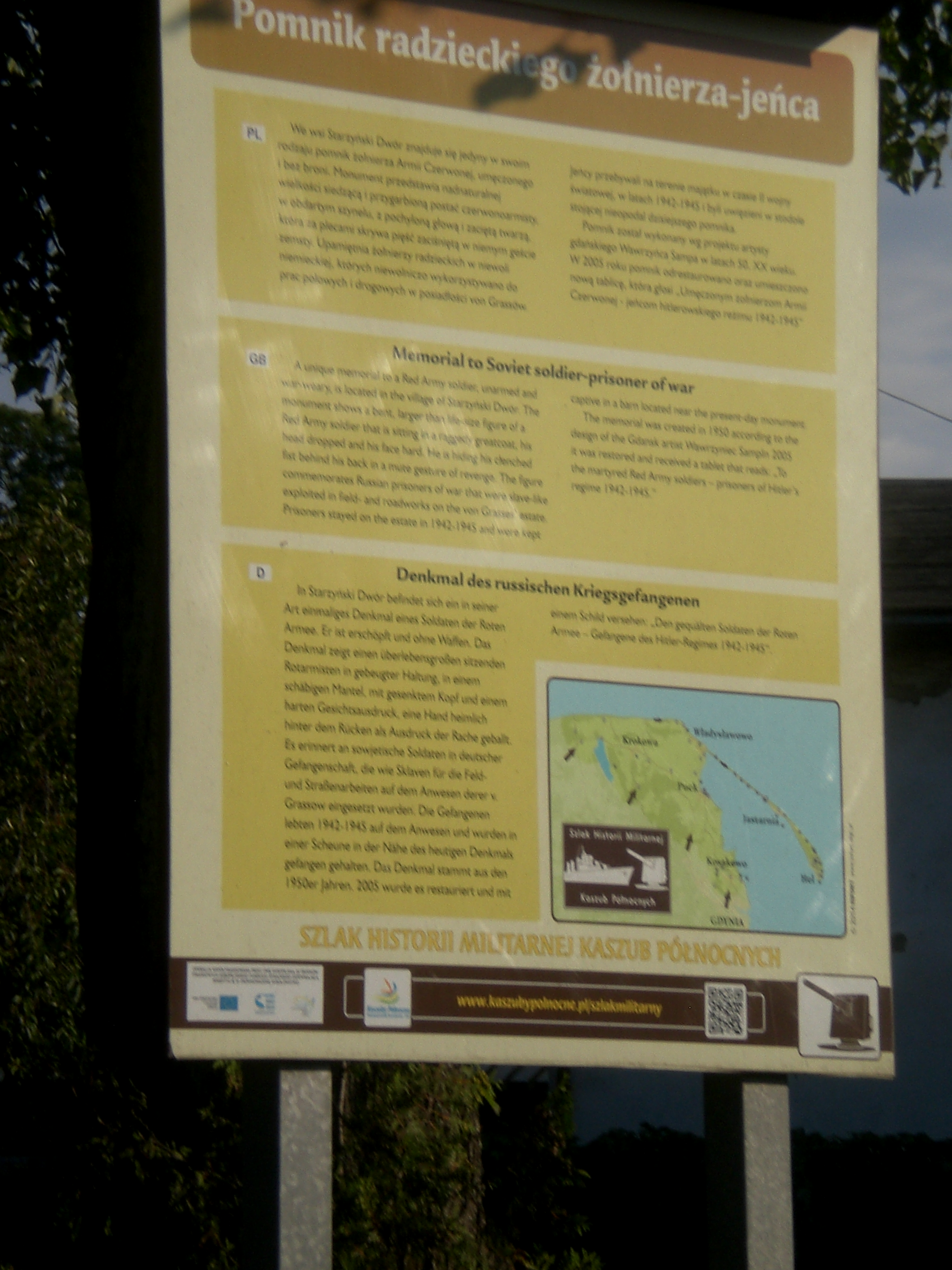
Tablica informacyjna o pomniku